# Olivaichthys mesembrinus
Olivaichthys mesembrinus är en fiskart som först beskrevs av Raul A. Ringuelet 1982.  Olivaichthys mesembrinus ingår i släktet Olivaichthys och familjen Diplomystidae. Inga underarter finns listade i Catalogue of Life.